# کریگ کران
کریگ کران (انگلیسی: Craig Curran؛ زادهٔ ۲۳ اوت ۱۹۸۹) بازیکن فوتبال اهل بریتانیا است.
از باشگاه‌هایی که در آن بازی کرده‌است می‌توان به باشگاه فوتبال چستر، باشگاه فوتبال ترانمره راورز، باشگاه فوتبال مورکم، باشگاه فوتبال نانیتون تاون، باشگاه فوتبال روچدیل، و باشگاه فوتبال کارلایل یونایتد اشاره کرد.